# 불설장수멸죄호제동자다라니경 (보물 제1092호)
불설장수멸죄호제동자다라니경(佛說長壽滅罪護諸童子陀羅尼經)은 서울특별시 종로구에 있는 불경이다. 1991년 9월 30일 대한민국의 보물 제1092호로 지정되었다.

## 개요
불설장수멸죄호제동자다라니경은 줄여서 ‘장수경’이라고 부르기도 하는데, 중생들이 부처의 힘을 빌리거나 수행을 통해 자기가 지은 모든 죄악을 없애고 무병장수하는 법에 대한 가르침을 적은 경전이다. 우리나라에서는 고려시대부터 꾸준히 간행되면서 일반인에게 상당한 영향을 끼쳤다.
이 책은 태종 16년(1416)에 첩봉(疊峯)이 주관하여 목판에 새기고 닥종이에 찍어낸 것으로 크기는 세로 24.5cm, 가로 14.4cm이다. 책 끝에 있는 첩봉이 쓴 글을 통해, 고려시대에 새긴 목판이 있었으나 오래되어 닳고 갈라져서 다시 판을 새기고 찍어냈음을 알 수 있다.
태조는 법화경, 은중경, 장수경을 널리 세상을 이롭게 하는 경전이라고 밝히고, 이를 널리 펴기 위해 태조 7년에 법화경과 은중경을 먼저 판각하였으며 장수경은 고려시대의 판이 있어 같이 판각하지 않았는데, 오래되어 인쇄상태가 좋지 않아 1416년에 다시 새긴 것이다.
이 책은 고려시대의 판을 다시 새기고 찍어낸 것이지만 조선에서는 가장 오래된 장수경이며, 조선 전기의 불경 간행 경향을 살펴볼 수 있는 자료로 주목된다.

## 같이 보기
- 불설장수멸죄호제동자다라니경

## 참고 자료
- 불설장수멸죄호제동자다라니경 - 국가유산청 국가유산포털